# 莫爾塞巴赫河 (布賴特巴赫河支流)
49°40′36″N 10°16′20″E / 49.67664°N 10.27211°E

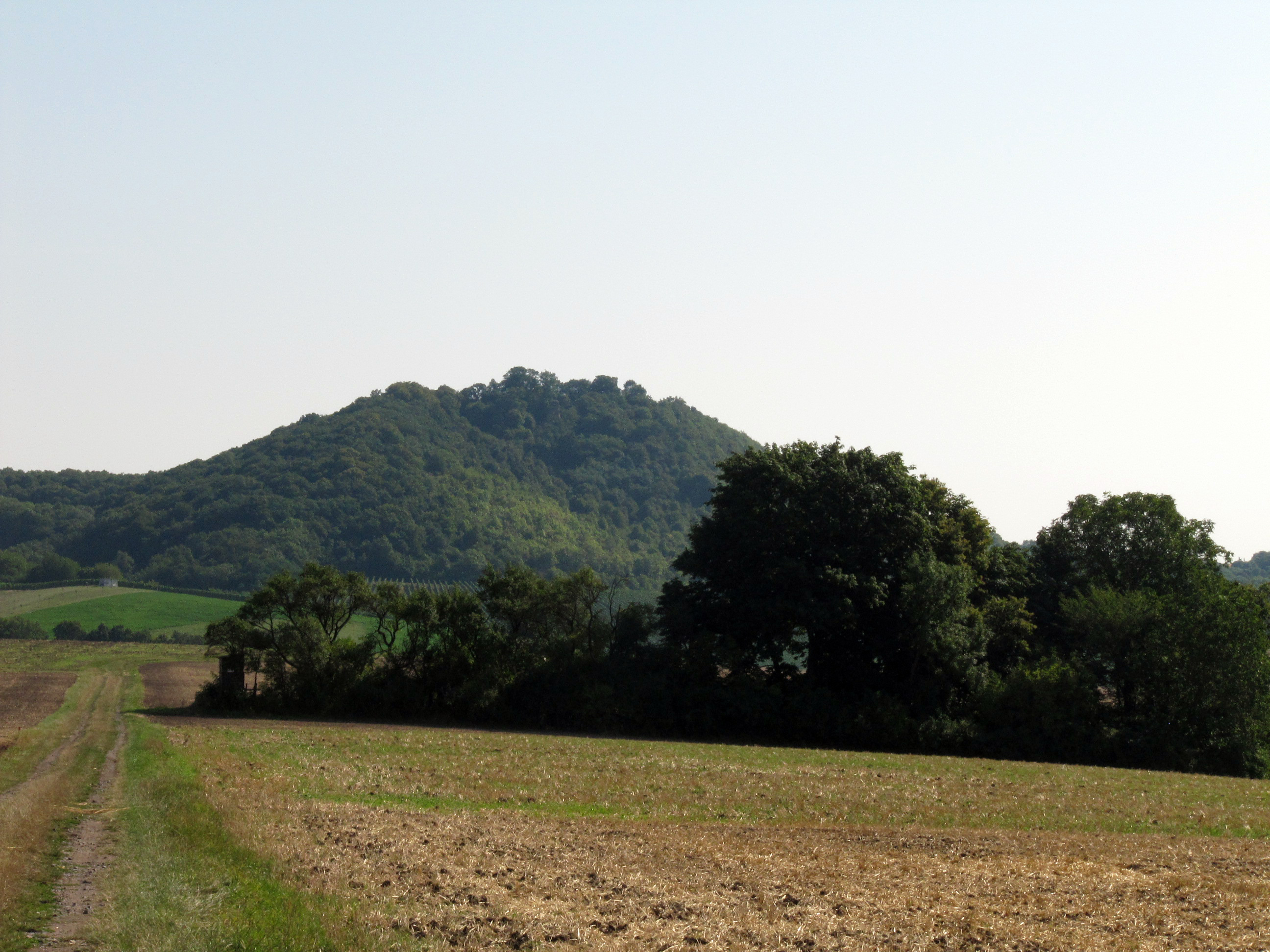

莫爾塞巴赫河（德語：Moorseebach），是德國的河流，位於該國東南部，由巴伐利亞負責管轄，屬於布賴特巴赫河的右支流，河道全長5.2公里，流域面積9.1平方公里。